# Guilmécourt
Guilmécourt ist eine Commune déléguée in der französischen Gemeinde Petit-Caux mit 413 Einwohnern (Stand 1. Januar 2022) im Département Seine-Maritime in der Region Normandie. Die Einwohner werden Guilmécourtois genannt.
Die Gemeinde Guilmécourt wurde am 1. Januar 2016 mit 17 weiteren Gemeinden zur Commune nouvelle Petit-Caux zusammengeschlossen. Sie hat seither den Status einer Commune déléguée. Die Gemeinde Guilmécourt gehörte zum Arrondissement Dieppe und zum Kanton Dieppe-2 (bis 2015: Kanton Envermeu).
Guilmécourt liegt etwa 20 Kilometer ostnordöstlich vom Stadtzentrum von Dieppe nahe dem Ärmelkanal.

## Bevölkerungsentwicklung
| Jahr                     | 1962 | 1968 | 1975 | 1982 | 1990 | 1999 | 2006 | 2013 |
| Einwohner                | 204  | 185  | 185  | 245  | 240  | 241  | 260  | 342  |
| Quelle: Cassini und INSE |      |      |      |      |      |      |      |      |

## Sehenswürdigkeiten

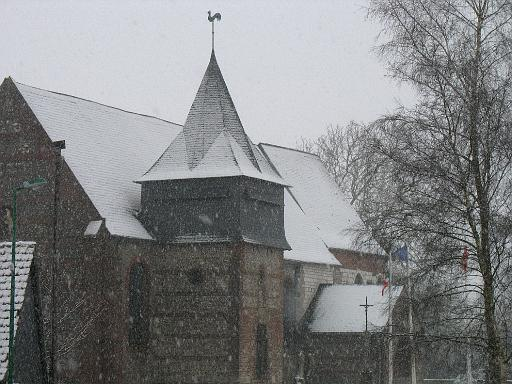
Kirche Saint-Waast

- Kirche Saint-Waast